# Torre de Nao
La torre de Cabo Nao, más conocida como torre de Nao, es un monumento del siglo XVI situado en Cabo Columna, en la provincia de Crotona, Italia.

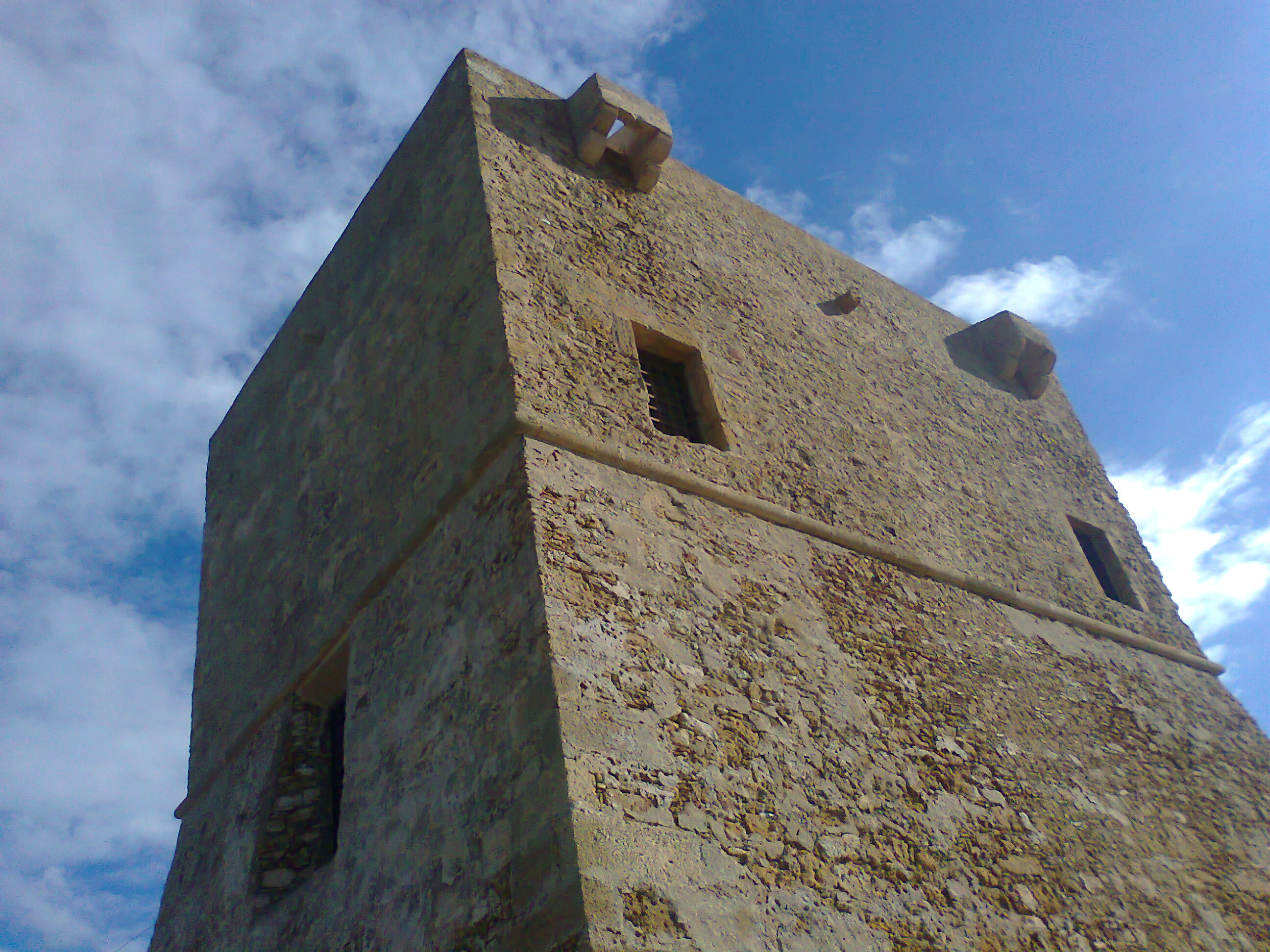
Parte alta de la torre

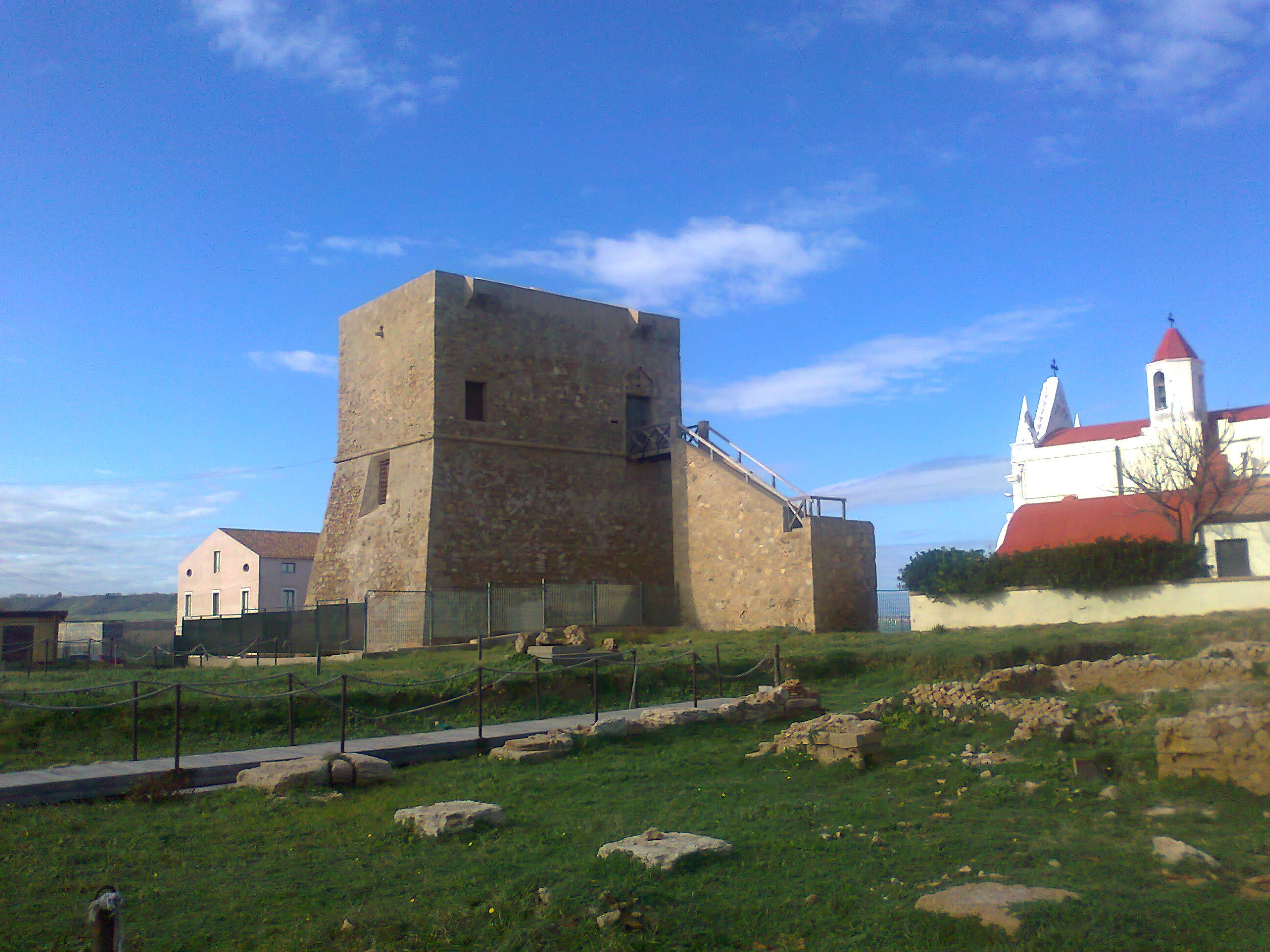
Torre de Nao e Iglesia de la Madona del Capo

## Historia
Carlos V inició en el siglo XVI una vasta e importante fortificación de la costa calabresa para reforzar las estructuras defensivas del reino de Nápoles. Inicialmente, el proyecto iniciado por el virrey don Pedro de Toledo preveía la construcción de tres torres, a saber, la torre del Cabo Nao, la torre Scifo y la torre Mariedda. Sin embargo, sólo se construyó la primera torre, al parecer por Fabrizio Pignatelli, que inició la construcción en 1550 y la terminó hacia 1568. La torre estaba totalmente recubierta de piedra arenisca, de la que abunda en el promontorio de Lacinio. La torre resistió las incursiones sarracenas e incluso más tarde, en 1806, pasó a manos de los franceses, que la incluyeron en su sistema aduanero. Tras la unificación de Italia, se convirtió en sede de la Guardia di Finanza, mientras que hoy es un pequeño yacimiento arqueológico.

## Estructura
La torre está construida como elemento defensivo. Consta de una base cuadrada, de aspecto achaparrado y sencillo, pero al mismo tiempo macizo e imponente. El acceso a la torre es elevado, y para entrar en ella hay que subir tres tramos de escaleras, que conducen a un pequeño puente levadizo retráctil, accionado por una polea desde el interior. Estas dos particularidades hacían la torre casi impenetrable y aún más indefensa, teniendo en cuenta los diversos elementos ofensivos con los que está equipada, como varios arcabuces, ahora convertidos en simples ventanas, y plomadas situadas en lo alto de la torre. Sólo después de la reciente renovación se implementó una puerta en la planta baja, para permitir las medidas de emergencia más básicas.

## Museo
Tras su restauración interna y externa, la torre se utilizó como antiquarium, es decir, un pequeño museo en el que se pueden observar hallazgos arqueológicos subacuáticos de la zona. Se pueden ver artefactos arqueológicos griegos y romanos, datados entre el 600 a. C. y el 200 d. C., todos ellos hallados en los fondos marinos cercanos al promontorio, pero también en toda la reserva marina, que se extiende hasta el cabo Rizzuto. Inicialmente, se utilizó para la exposición de los artefactos encontrados en la zona arqueológica adyacente, pero con el paso del tiempo y el aumento del número de artefactos, se creó el Museo Arqueológico Nacional de Crotona, al que se trasladaron todos los artefactos encontrados en la zona arqueológica (aunque algunos artefactos se llevaron al Museo Arqueológico de Regio de Calabria) y se dejó espacio para la exposición en la torre de numerosas ánforas, monedas antiguas, cerámicas, vasijas y mármoles. Subiendo a lo alto de la torre, se puede observar en todo su esplendor la costa y el litoral, así como la ciudad de Crotona.